# BMW R 37
La BMW R 37 es la primera motocicleta deportiva; diseñada por Rudolf Schleicher, construida y comercializada por BMW en 1925. Comenzó a producirse en 1925 con un motor bóxer de dos cilindros, que producían 16 CV, que impulsaba la moto a un máximo de 115 km/h. Construido longitudinalmente, alimentado por un carburador BMW con un diámetro de garganta de 26 mm. Embrague seco monodisco conectado a una caja de cambios manual de 3 velocidades. Tracción trasera por eje cardán. Chasis tubular doble con suspensión trasera rígida. Franz Bieber ganó el campeonato alemán de motocicleta con este modelo. El precio de la motocicleta en 1926 era de 2900 Reichsmarks, siendo la motocicleta más costosa del mercado alemán en ese momento. La producción terminó en 1926 después de 152 unidades producidas; siendo sucedida por la BMW R 47.

## Desarrollo
La BMW R 37 se basó completamente en la BMW R 32, tanto en términos de bastidor como de motor, pero no debe considerarse su sucesora. Gracias al motor de válvulas en cabeza, entregaba 3½ caballos más y por lo tanto corría 20 km/h más rápido. El motor de válvulas en cabeza se basó en el motor de válvulas laterales de la BMW R 32, pero encima de los cilindros, donde solían estar las válvulas laterales, ahora estaban las varillas de empuje que operaban las válvulas en cabeza. También se modificaron las culatas y los pistones.